# Balistoides conspicillum
El pez ballesta payaso (Balistoides conspicillum) es una especie de peces de la familia Balistidae en el orden de los Tetraodontiformes.

## Morfología
Los machos pueden llegar alcanzar los 50 cm de longitud total.

## Distribución geográfica
Se encuentra desde las  costas del África Oriental hasta Durban (Sudáfrica), Indonesia, Samoa, sur del Japón y Nueva Caledonia.